# Sanbittèr

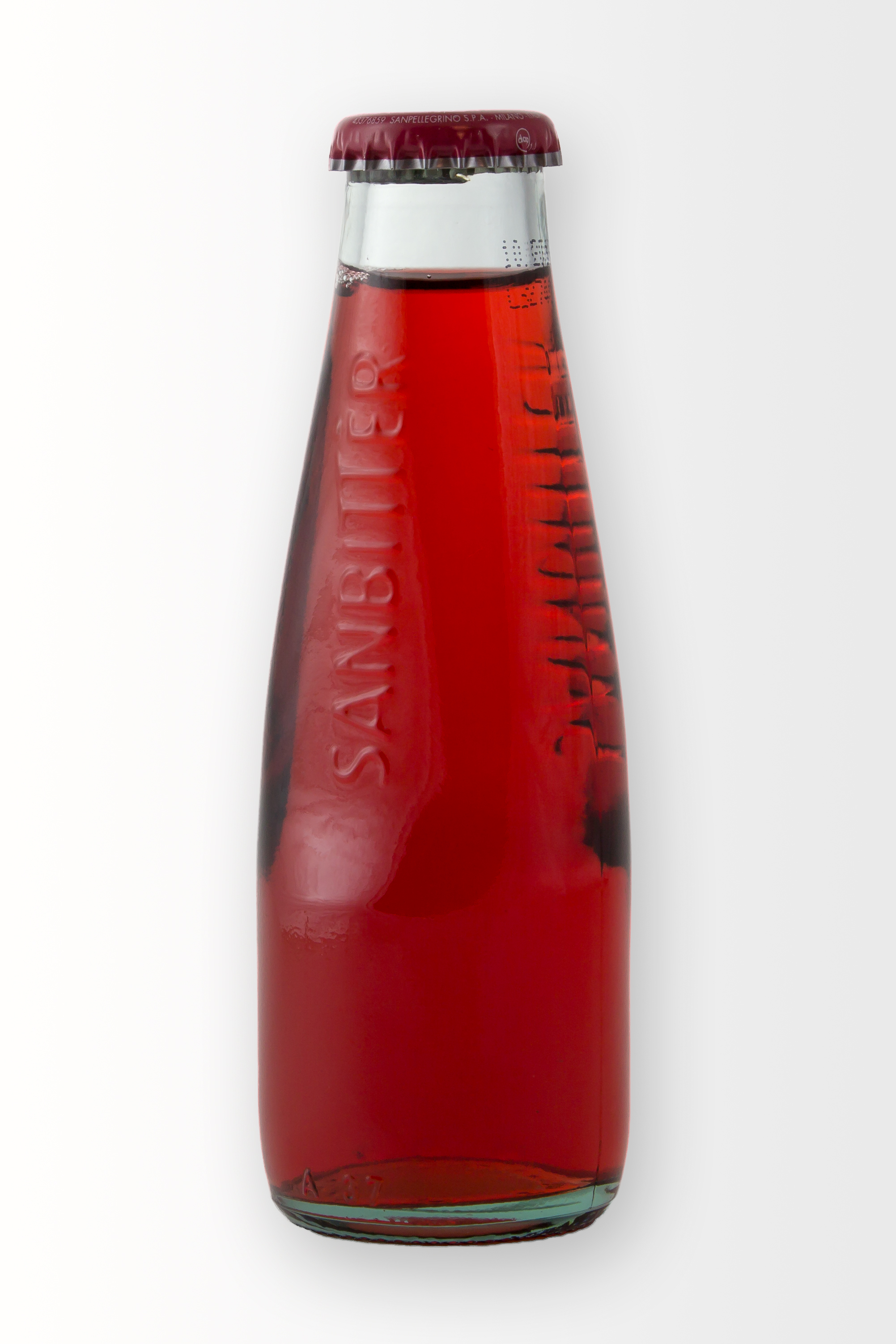
Kleine Flasche Sanbittèr

Sanbittèr ist ein alkoholfreies, bitteres Getränk, das zur Zubereitung von Cocktails verwendet wird. Charakteristisch sind seine rote Farbe und der Geschmack nach Zitrusfrüchten und Kräutern. Sanbittèr besteht aus kohlensäurehaltigem Wasser, Zucker, Glucose-Fructose-Sirup, Aromen, Schwarzkarottensaftkonzentrat, Zitronensäure, Farbstoff Echtes Karmin (E120).

## Geschichte
Das Getränk wurde 1961 von San Pellegrino unter dem Namen „Bitter Sanpellegrino“ kreiert und 1985 in „Sanbittèr“ umbenannt.  Sanbittèr gehört heute zur Produktgruppe „Limonaden und Bittergetränke“ der zum Nestlé-Konzern gehörenden Firma Sanpellegrino. 

## Varianten
Neben dem klassischen roten Sanbittèr Rosso gibt es Sanbittèr Dry ohne Farbstoffe (seit 1980) und Sanbittèr Gold (gelb). Zum 50-jährigen Jubiläum wurden 2011 unter dem Namen Sanbittèr Emozioni di Frutta mehrere Mischgetränke kreiert (Grapefruit, Zimt, Peperoncino, Passionsfrucht).

## Verwendung
Sanbittèr wird für das Mischen von Cocktails als alkoholfreier Ersatz für Bitterliköre wie Campari verwendet. Zu den bekanntesten Cocktails mit Sanbittèr zählt der Bitterman’s Friend, der 2008 im Schumann’s entwickelt wurde.